# Batoș
Batoș là một xã thuộc hạt Mureș, România. Dân số thời điểm năm 2002 là 4172 người.